# Ian Peak
Der Ian Peak ist ein Berggipfel in den Bowers Mountains im ostantarktischen Viktorialand. Er ragt etwa 5 km nordwestlich des Mount Stirling oberhalb der Entstehungsgebiete des Leap Year Glacier und des Champness-Gletschers auf. 
Teilnehmer einer von 1967 bis 1968 durchgeführten Kampagne im Rahmen der New Zealand Geological Survey Antarctic Expedition benannten ihn nach dem Geologen Ian Smith, der im Auftrag der Victoria University an dieser Forschungsreise teilnahm.